# Étienne Wenger
Etienne Wenger (1952-) est un théoricien de l'éducation et un praticien, pionnier pour l'étude des communautés en milieu d'apprentissage de travail pour avoir théorisé la notion des communautés de pratique dans les années 1990.

## Biographie
Etienne Wenger est diplômé d'un Bachelor of Science en informatique de l’université de Genève, en Suisse, en 1982. Il étudie ensuite à l’université de Californie à Irvine, aux États-Unis, où il obtient un Master of Science (master) en informatique  en 1984 et un doctorat dans le même domaine en 1990. 
Ses travaux de recherche ont contribué à appliquer les techniques de l'intelligence artificielle dans le domaine de l'éducation. Au début des années 1990, Etienne Wenger et l’anthropologue Jean Lave ont initié la théorie de l'apprentissage social des communautés de pratique.
Etienne Wenger  estime que l'apprentissage est un processus intrinsèquement social et qu'il ne peut être dissocié du contexte social. Il  a théorisé la notion des communautés de pratique qu'il définit comme "des groupes de personnes qui partagent un centre d'intérêt commun qu'ils entretiennent  à travers des interactions sociales.  

## Ouvrages
La théorie des communautés de pratique, Etienne Wenger, Presses Université Laval, 2005, 309p
Situated learning : legitimate peripheral participation, Jean Lave, Etienne Wenger, Cambridge university press, 2009, 38 p., 978-0-521-42374-8